# Radikal 193
Radikal 193 mit der Bedeutung „Kessel“ ist eines von acht der 214 traditionellen Radikale der chinesischen Schrift, die mit zehn Strichen geschrieben werden.
Mit vier Zeichenverbindungen in Mathews’ Chinese-English Dictionary gibt es nur sehr wenige Schriftzeichen, die unter diesem Radikal im Lexikon zu finden sind.
Radikal Dreifuß nimmt nur in der Langzeichen-Liste traditioneller Radikale, die aus 214 Radikalen besteht, die 193. Position ein. In modernen Kurzzeichen-Wörterbüchern kann er sich an ganz anderer Stelle finden. Im Neuen chinesisch-deutschen Wörterbuch aus der Volksrepublik China steht er zum Beispiel an 219. Stelle.

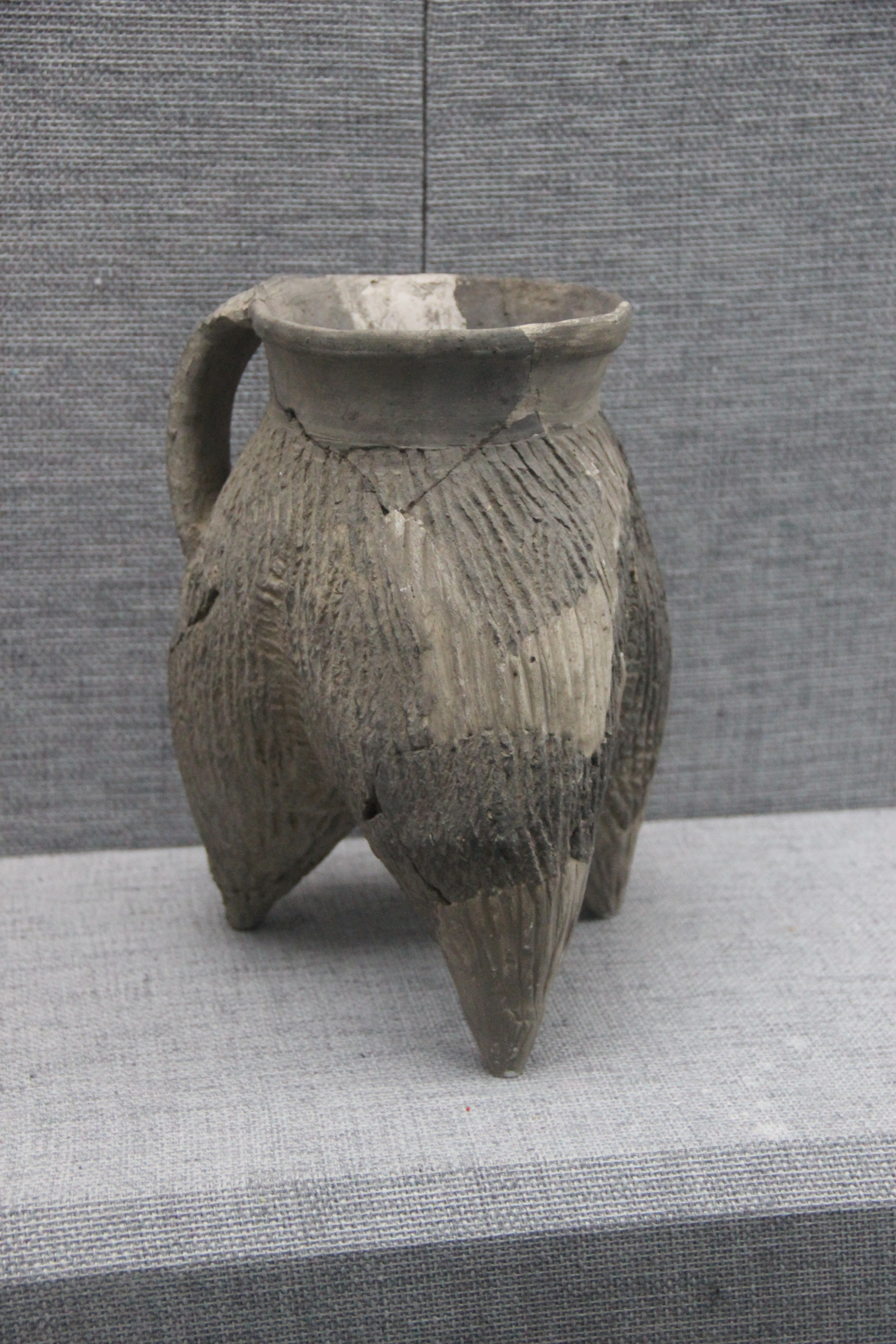
Li aus der Longshan-Kultur

Dieses Kultgefäß aus Bronze ist auch in der modernen Form des Zeichens noch erkennbar. Es stammt von einem brustförmigen Tongefäß ab, das man direkt über das Feuer stellen konnte. Die drei Beine sind hohl, um die Erwärmung zu beschleunigen. Das Zeichen zeigt die drei Beine, den Behälter und den Deckel.

## Alte Schreibweisen

Orakelknochen
Bronzeinschriften
Große Siegelschrift
Kleine Siegelschrift

## Schriftzeichenverbindungen, die vom Radikal 193 regiert werden
| Striche | Zeichen |
| ------- | ------- |
| +0      | 鬲      |
| +06     | 鬳      |
| +07     | 鬴      |
| +08     | 鬵 鬶   |
| +09     | 鬷      |
| +10     | 鬸      |
| +11     | 鬹 鬺   |
| +12     | 鬻      |

 Im Unicodeblock Kangxi-Radikale ist das Radikal 193 unter der Codepointnummer 12.224 (U+2FC0) codiert.